# Hotel alojamiento (película)

 Hotel Alojamiento  es una película en blanco y negro de Argentina dirigida por Fernando Ayala según el guion de Gius sobre argumento de Horacio de Dios que se estrenó el 31 de marzo de 1966 y que tuvo como protagonistas a Olinda Bozán, Augusto Codecá, Gilda Lousek, Atilio Marinelli, Pepe Soriano, Mariel Comber,   Fina Basser, Jorge Barreiro, Emilio Alfaro, Julia von Grolman, Jorge Salcedo, y otras grandes figuras de la época. Es considerada una de las iniciadoras de la comedia picaresca en el cine argentino.

## Sinopsis
Distintas historias que transcurren en un hotel para albergue transitorio de parejas.

## Reparto
- Olinda Bozán
- Celia Cadaval
- Augusto Codecá
- Rodolfo Crespi
- Gilda Lousek ... Nelida
- Atilio Marinelli ... Anselmo
- Gogó Andreu
- Mario Savino
- Marilina Ross
- Rodolfo Bebán
- Virginia Ameztoy ... Coca
- Aldo Mayo
- Pepe Soriano
- Alfonso Pícaro
- Raúl Ricutti
- Mariel Comber
- Nathán Pinzón
- Diana Maggi
- Iris Marga ... Teresa
- Guillermo Battaglia
- Inés Murray ... madre de Coca
- Tono Andreu
- Tincho Zabala
- Marcos Zucker
- Alberto Olmedo
- Noemí Laserre
- Hilda Suárez
- Fina Basser
- Emilio Alfaro ... Miguel
- Julia von Grolman
- Jorge Barreiro
- Marcela López Rey
- Enzo Viena ... taxista
- María Concepción César
- Osvaldo Miranda
- Jorge Salcedo (episodio "El aprensivo y la sexy")
- Nora Nuñez ... Genoveva
- María del Pilar Lebrón ... madre de Genoveva
- Rosángela Balbo (episodio "El aprensivo y la sexy")
- Jorge Sobral ... Carlos, cantante de tangos
- María Aurelia Bisutti ... esposa de Carlos
- Chico Novarro ... Pocho
- Cacho Espíndola
- Zulma Grey

## Comentarios
King en El Mundo sintetizó: “Hacer reír, misión cumplida”, Primera Plana la consideró un “museo costumbrista”, agregando que La Cigarra no es un Bicho  era más imaginativa, más sólida y más convincente y Jaime Potenze en Criterio escribió “el director ha conseguido el dinero que necesitaba. Esperemos a ver qué hace con el mismo.”